# 新鮮朝來道之驛
新鮮朝來道之驛（平假名：みちのえき フレッシュあさご）或朝來SA（平假名：あさごサービスエリア）位於兵庫縣朝來市的播但連絡道路之服務區/道之驛。

## 連接道路
- 播但連絡道路

## 歷史
- 2000年5月27日 - 播但連絡道路和田山IC至生野北第二匝道之間開通，此服務區也同時啟用。

## 服務區設施
- 和田山方向
  - 停車場
    - 小型車：9台
    - 大型車：5台
    - 傷殘人士車輛：1台

  - 廁所
    - 男士 大型2、小型3
    - 女士 3
    - 輪椅人士專用 1

  - 餐廳（9:00-20:00）
  - 商店（9:00-20:00）
  - 公路資訊（9:00-20:00）
  - 公眾電話
  - 傳真服務、手提電話充電站（平日：9:00-18:00，假日：9:00-19:00）
  - Dog run
- 姬路方向
  - 停車場
    - 小型車：50台
    - 大型車：21台
    - 傷殘人士車輛：1台

  - 廁所
    - 男士 大型3、小型10
    - 女士 12
    - 輪椅人士專用 2

  - 餐廳（9:00-20:00）
  - 商店（9:00-20:00）
  - 公路資訊（9:00-20:00）
  - 公眾電話

## 鄰近設施
播但連絡道路
(15)生野北第二匝道 - 朝來SA - (16)朝來IC

## 相關項目
- 日本服務區與休息區一覽

## 外部連結
- 兵庫國道事務所 （页面存档备份，存于）（日語）

1. ↑   （页面存档备份，存于） （页面存档备份，存于） （页面存档备份，存于） （页面存档备份，存于）